# Max Semper
Johann Max Semper (* 29. August 1870 in Altona; † 24. Februar 1952 in Valley) war ein deutscher Geologe und Paläontologe.

## Werdegang
Semper studierte ab 1891 an der Ludwig-Maximilians-Universität München, wo er 1896 bei Karl Alfred von Zittel über das Klima des Eozän promoviert wurde und danach Assistent war. 1899 habilitierte er sich an der TH Aachen (über Brachiopoden), wurde dort 1922 außerordentlicher Professor und 1924 ordentlicher Professor. 1935 emeritierte er.
Er befasste sich unter anderem mit Paläoklimatologie, geologischer Methodenlehre und schrieb ein Buch über Johann Wolfgang von Goethe als Geologe, das aus einem Auftrag des Goethe Nationalmuseums in Weimar entstanden war, dessen geologischen Nachlass und seine Sammlung zu ordnen. Semper kam zu einer pessimistischen Einstellung zur Idee eines wissenschaftlichen Fortschritts in der Geologie, worauf ihn unter anderem die in seinen paläoklimatischen Untersuchungen auftretenden Widersprüche führten (die ihre Auflösung erst viel später in der Plattentektonik fanden) und wofür er auch ein Beispiel in der Neptunismus-Plutonismus Debatte des 18. Jahrhunderts sah, in die Goethe involviert war. Er befürwortete auch aus paläontologischen Studien Modifikationen der Darwinschen Selektionstheorie und war ein heftiger Kritiker von Alfred Wegeners Kontinentalverschiebungstheorie.
1930 veröffentlicht er nach einer Orientreise ein kulturanthropologisches Buch Rassen und Religionen im alten Vorderasien. Später in den 1930er Jahren vertrat er nationalsozialistische Ideen.
Er war seit 1950 Ehrenmitglied der Paläontologischen Gesellschaft.

## Schriften
- Die Geologischen Studien Goethes: Beiträge zur Biographie Goethes und zur Geschichte und Methodenlehre der Geologie, Leipzig, Veit und Comp., 1914
- Rassen und Religionen im alten Vorderasien, Heidelberg 1930 (Kulturgeschichtliche Bibliothek), Online
- Wissenschaftliche und sittliche Ziele des künftigen Deutschtums, München, Lehmanns 1920
- Das Klimaproblem der Vorzeit. Geolog. Rundschau, Band 1, 1910, S. 57–80
- Bemerkungen zur Geschichte der Geologie und daraus resultierende Lehren, Geologische Rundschau, Band 2, 1911, S. 263–277
- Über Artenbildung durch pseudospontane Evolution, Centralblatt für Mineralogie, Geologie und Paläontologie, 1912, S. 140–151, Berichtigung im Jahrgang 1913, S. 27
- Grundlagen paläogeographischer Untersuchungen, Centralblatt für Mineralogie, Geologie und Paläontologie, 1908, S. 434–445
- Das paläothermale Problem, speciell die klimatischen Verhältnisse des Eocän in Europa und im Polargebiet, Zeitschrift der deutschen Geologischen Gesellschaft, Band 48, 1896, S. 261–349, Berichtigungen und Zusätze, Band 51, 1899, S. 185
- Geschichte der Familie Paap und der Wollgarnfabrik Joh. W. Paap in Altona, Manuskript 1950